# La flor de mi secreto
La flor de mi secreto és una pel·lícula espanyola escrita i dirigida per Pedro Almodóvar en 1995.

## Argument
Leo Macías (Marisa Paredes) és una escriptora de novel·la rosa que escriu sota el pseudònim d'Amanda Gris. La seva editorial l'obliga a escriure cinc novel·les a l'any, però a causa dels seus problemes personals l'incompleix. El seu marit Paco (Imanol Arias) és militar i està molt temps fora de casa. Leo és una dona molt dependent dels altres, la vida se li complica amb petiteses, a tal grau de sol·licitar ajuda per poder llevar-se els botins que alguna vegada Paco li va regalar, precisament és Betty (Carme Elías), la seva millor amiga i amant de el seu marit qui li ajuda a treure-, Leo té un fort trobada amb els editors de les seves novel·les (Juan José Otegui i Glòria Muñoz), els quals veuen un canvi en l'estil literari, canvi que ella no va propiciar voluntàriament i que l'han dut a fer-la amarga i trista, i es troba davant la possibilitat d'una demanda per incompliment de contracte.
Leo és víctima d'un robatori, una obra literària, la qual diposita en les escombraries, sense registrar-la i és rescatada pel fill de la seva criada (Joaquín Cortés) ell aconsegueix col·locar la història per realitzar una pel·lícula per Bigas Luna, i d'aquesta manera recaptar fons per presentar un xou de ball, el qual rellançaria a la seva mare (Manuela Vargas) com la millor balladora de flamenc del moment.
Leo s'acosta a Àngel (Juan Echanove), amic de Betty, per sol·licitar feina, i la primera trobada resulta un fracàs, ja que ella es nega a escriure crítiques al diari que Àngel dirigeix.
En un cert moment, Paco visita a la seva dona, però és escenari d'una nova baralla conjugal, ia un divorci, la qual cosa porta a Leo a la vora del suïcidi, fallit, que l'allunya més de Paco, però li acosta més a Àngel, al troba un total suport, ella descobreix el seu secret aquella nit fatídica, ell la fa xantatge, i aprofita aquesta situació per presentar les seves novel·les de toc romàntic, les quals són un èxit sota el nom d'Amanda Gris, permetent a Àngel ser l'escriptor ja Leo, ser l'agent d'Àngel, per la qual cosa ell li pagarà el 20% com a regalies.

## Comentaris
La flor de mi secreto ens revela en el seu metratge a l'Almodóvar més sensible i sensibilitzador, és una pel·lícula per plorar i gaudir plorant amb una Marisa Paredes que està esplèndida en el seu paper d'escriptora de novel·les rosa encadenada a un contracte en favor de mantenir el seu anonimat. Aquesta dona viu una guerra dins del seu matrimoni, ja que el seu marit la defuig i sempre que es veuen acaben discutint. Trobem pistes per a pel·lícules posteriors, com per exemple, la millor amiga de Leocadia (Marisa Paredes) es diu Betty i treballa fent seminaris sobre trasplantaments en un hospital i aquesta presa és molt similar a la seqüència de la pel·lícula Todo sobre mi madre. També en una de les novel·les que escriu el seu personatge, que en comptes de rosa li surt negra, narra la història d'una dona que amaga el cadàver del seu marit en un bagul congelador del restaurant d'un amic veí, aquesta escena és portada a la pel·lícula Tornar, amb Penélope Cruz.

## Premis

### Premis Goya
| Categoria                        | Persona                              | Resultat   |
| -------------------------------- | ------------------------------------ | ---------- |
| Millor director                  | Pedro Almodóvar                      | Candidat   |
| Millor actriu protagonista       | Marisa Paredes                       | Candidata  |
| Millor actriu de repartiment     | Chus Lampreave                       | Candidata  |
| Millor actriu de repartiment     | Rossy de Palma                       | Candidata  |
| Millor direcció artística        | Wolfgang Burmann                     | Candidato  |
| Millor so                        | Bernardo Menz Graham V. Hartstone    | Candidatos |
| Millor maquillatge i perruqueria | Juan Pedro Hernández Antonio Panizza | Candidats  |

### Premis per a Marisa Paredes
- Premi Fotogramas de Plata a la millor actriu de cinema.
- Premi Sant Jordi a la millor actriu espanyola.
- Premi ACE (Nova York) a la millor actriu protagonista.
- Premi a la millor actriu al Festival Internacional de Cinema de Karlovy Vary.